# Värnum
Värnum är en bydel i Esse i Pedersöre kommun i Österbotten. Byn ligger cirka en kilometer öster om Esse kyrka och består av 52 gårdar med cirka 130 invånare. Bosättningen har funnits sedan 1300-talet.

## Näringsstruktur
Jordbruket har varit den huvudsakliga utkomsten i byn, men 2007 finns endast två mjölkbönder kvar och fem gårdar med köttproduktion och pälsfarmerna har reducerats till en. I stället finns flera småföretagare, transportföretag, el-service, metallverkstäder och hantverkare av olika slag.

## Serviceutbud
Kommunal och kommersiell service finns i Överesse, ett par kilometer bort. Högstadieskola och gymnasium finns på Sursikbacken i Bennäs.